# ラン・オン
ラン・オン（Run On）は、1993年に結成されたニューヨークを本拠地とするアメリカ合衆国のアート・ロック・バンドである。元々はリック・ブラウン、スー・ガーナー、アラン・リクトで構成されていた。このラインナップはシングル「Days Away」をレコーディングし、1994年に「Ajax」レーベルからリリースした。EP『On/Off』は1995年にマタドール・レコードを通じて発表され、リクトによれば、バンドのそれまでの努力に対して、大幅な改善が行われたという。ラン・オンのデビュー・アルバムがリリースされた後、ニューガーデンはケイティ・ジェンタイルへと交代した。1997年にリリースされたアルバム『No Way』からは、クラシック・ロックに根ざしつつ、アシッド・ロックとインド音楽の領域を探求しているバンドの姿を聴きとることができる。

## メンバー
- リック・ブラウン (Rick Brown) - ドラム、シンセサイザー、プログラミング、パーカッション、クラリネット、ボーカル
- スー・ガーナー (Sue Garner) - ギター、ベース、ピアノ、オルガン、タンバリン、ボーカル
- アラン・リクト (Alan Licht) - ギター、ベース、ピアノ、アコーディオン、カウベル、ボーカル
- ケイティ・ジェンタイル (Katie Gentile) - ヴァイオリン、オルガン、カウベル、バック・ボーカル
- デヴィッド・ニューガーデン (David Newgarden) - オルガン、シンセサイザー、パーカッション、チューバ、トランペット、マリンバ

## ディスコグラフィ

### スタジオ・アルバム
- Start Packing (1996年、Matador)
- No Way (1997年、Matador)

### EP
- On/Off (1995年、Matador)
- Scoot (1997年、Sonic Bubblegum)
- Sit Down (1997年、Matador)